# 于洪君
于洪君（1954年1月—），吉林农安人。男，汉族。1972年5月在吉林农安参加工作，1984年12月加入中国共产党。曾任中共中央对外联络部副部长，中国人民争取和平与裁军协会副会长。
1978年10月至1985年7月在东北师范大学政治系学习，1985年7月至1986年10月在中共吉林省委党校任教员，1986年10月在中国人民大学国政系学习。1989年7月起在中共中央对外联络部工作，历任副处长、处长、研究室副主任（副局级）、主任（正局级）。1996年3月至1998年9月任中国驻哈萨克斯坦共和国大使馆一秘。1998年10月至2000年2月借调中央外办工作。2005年9月，接替高玉生，担任中华人民共和国驻乌兹别克斯坦大使。2010年12月任中共中央对外联络部副部长。2014年9月，卸任中共中央对外联络部副部长。